# Мохро

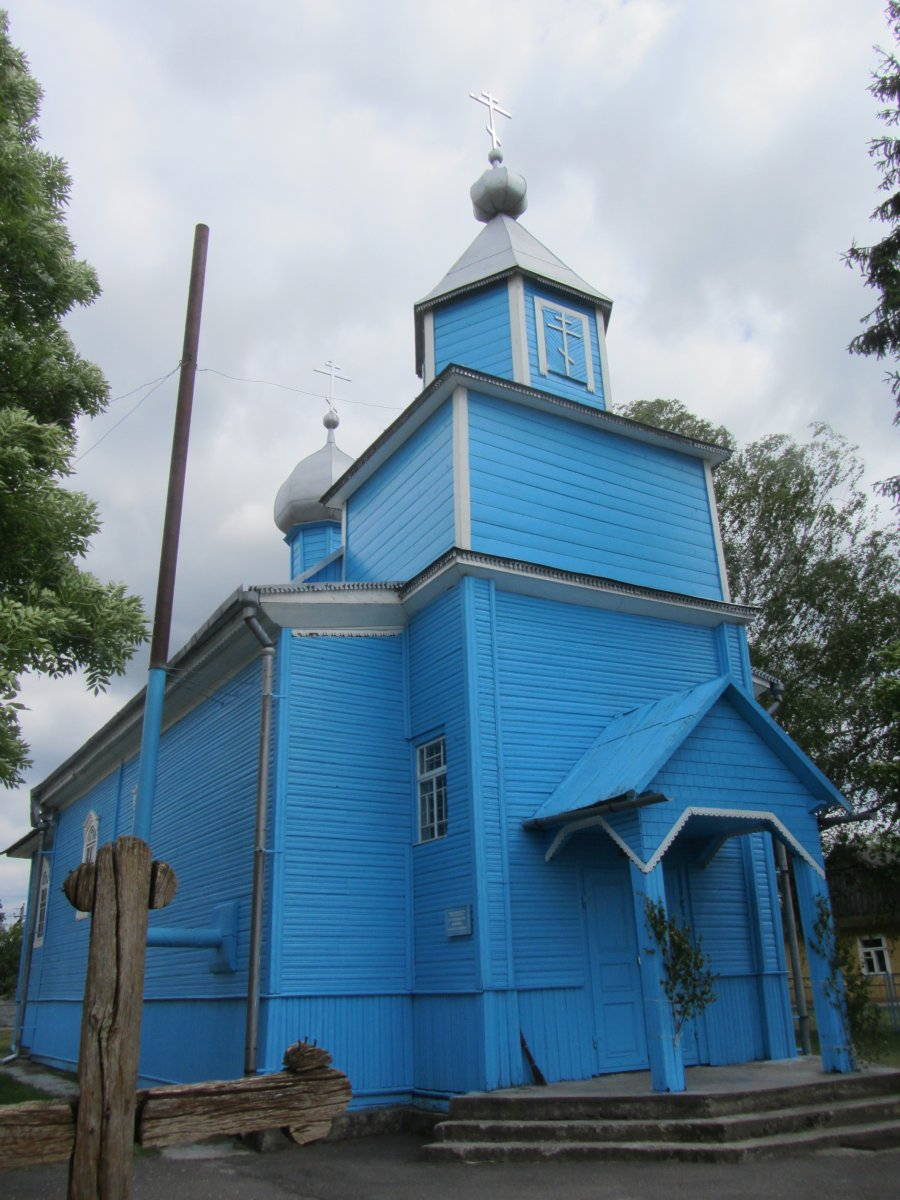
Церковь Святых Петра и Павла

Мохро (бел. Махро́, также встречается вариант Махрэ́) — деревня в Ивановском районе Брестской области Республики Беларусь. Административный центр Мохровского сельсовета.
Деревня находится в пограничной зоне.

## География
Деревня находится в 19 км к югу от Иванова, в 159 км от Бреста, в 19 км от железнодорожной станции Янов-Полесский. Через деревню проходит дорога Р144.

## История
Победителями республиканского смотра санитарного состояния и благоустройства населённых пунктов страны по итогам 2022 года признаны две деревни Ивановского района Брестской области — Мохро и Лясковичи.

## Население
- 1999 год — 1287 чел., 473 двора[5].
- 2009 год — 1095 чел.
- 2019 год — 885 чел.[2]

## Культура
- Картинная галерея Алексея Кузьмича[7] — филиал государственного учреждения культуры «Районный музейный комплекс имени Наполеона Орды»

- Историко-краеведческий музей ГУО «Мохровская средняя школа»

## Достопримечательности
- Церковь Святых Петра и Павла[бел.] — православный храм, построенный в 1792 году как униатская церковь. Памятник деревянного зодчества. Историко-культурная ценность Белоруссии[8]  Историко-культурная ценность Республики Беларусь, шифр 112Г000269
- Братская могила
- Памятник землякам, погибшим во время Великой Отечественной войны[2].

## Известные уроженцы
- Алексей Васильевич Кузьмич — белорусский художник